# وليام هشلر

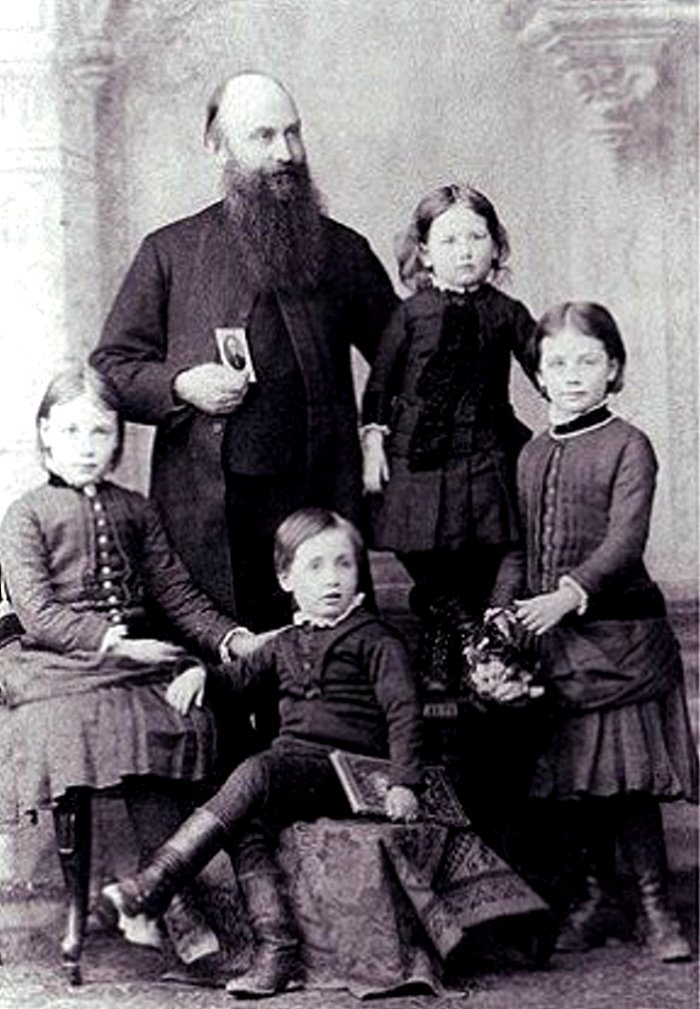
وليام هشلر داعم "نشيط" لتيودور هرتزل.

وليام هشلر (بالإنجليزية: William Hishler)‏ (1845-1931) كان من أبرز الدعاة لتوطين اليهود في فلسطين وإقامة وطن لهم فيها، وجمع الأموال لمساعدة اليهود على الاستيطان في فلسطين. 
أوفدته الحكومة الإنجليزية عام 1882 إلى الآستانة لمقابلة السلطان العثماني عبد الحميد الثاني وإقناعه بمسألة توطين اليهود في فلسطين وعقد في مايو 1882م مؤتمراً لرجال الدين المسيحيين لإيجاد حل للمسألة اليهودية، كما زار في العام نفسه فلسطين وتفقد أحوال المستوطنات اليهودية فيها وأصدر كتاب أطلق عليه اسم استعادة اليهود لفلسطين وتحدث فيه عن الحاجة إلى إعادة اليهود إلى فلسطين طبقاً لننبؤات العهد القديم وقد وصفته المؤلفات الصهيونية بأنه المسيحي حبيب صهيون، لأنه القائل بأن إسرائيل توجد في فلسطين قبل العودة الثانية لمخلصنا ملكها المجيد عودة المسيح والذي سيتربع على عرش القدس ويحكم من هناك كملك للملوك طيلة ألف عام وحينما كان هشلر قسيساً لدى السفارة البريطانية في النمسا في أوائل عام 1886م تعرف على هيرتزل ونشأت بينهم صلات عميقة وعن طريق هذه الصداقة تعرف هيرتزل على الكثير من القادة الأوروبيين، وكان هشلر أول من قدم خريطة فلسطين بحدودها من الفرات إلى النيل إلى تيودور هيرتزل مؤسس الحركة الصهيونية اليهودية السياسية.